# Invitation to Hell (film din 1984)
Invitation to Hell (titlu original: Invitation to Hell) este un film american de televiziune SF de groază din 1984 regizat de Wes Craven. Rolurile principale au fost interpretate de actorii Robert Urich, Joanna Cassidy și Susan Lucci.

## Distribuție
- Robert Urich - Matt Winslow
- Joanna Cassidy - Patricia "Pat" Winslow
- Susan Lucci - Jessica Jones
- Joe Regalbuto - Tom Peterson
- Kevin McCarthy - Mr. Thompson
- Michael Berryman - Valet
- Patty McCormack - Mary Peterson
- Soleil Moon Frye - Chrissy Winslow
- Barret Oliver - Robert Winslow
- Bill Erwin - Walt Henderson
- Virginia Vincent - Grace Henderson
- Nicholas Worth - Sheriff
- Lois Hamilton - Miss Winter